# Lupo I d'Aquitania

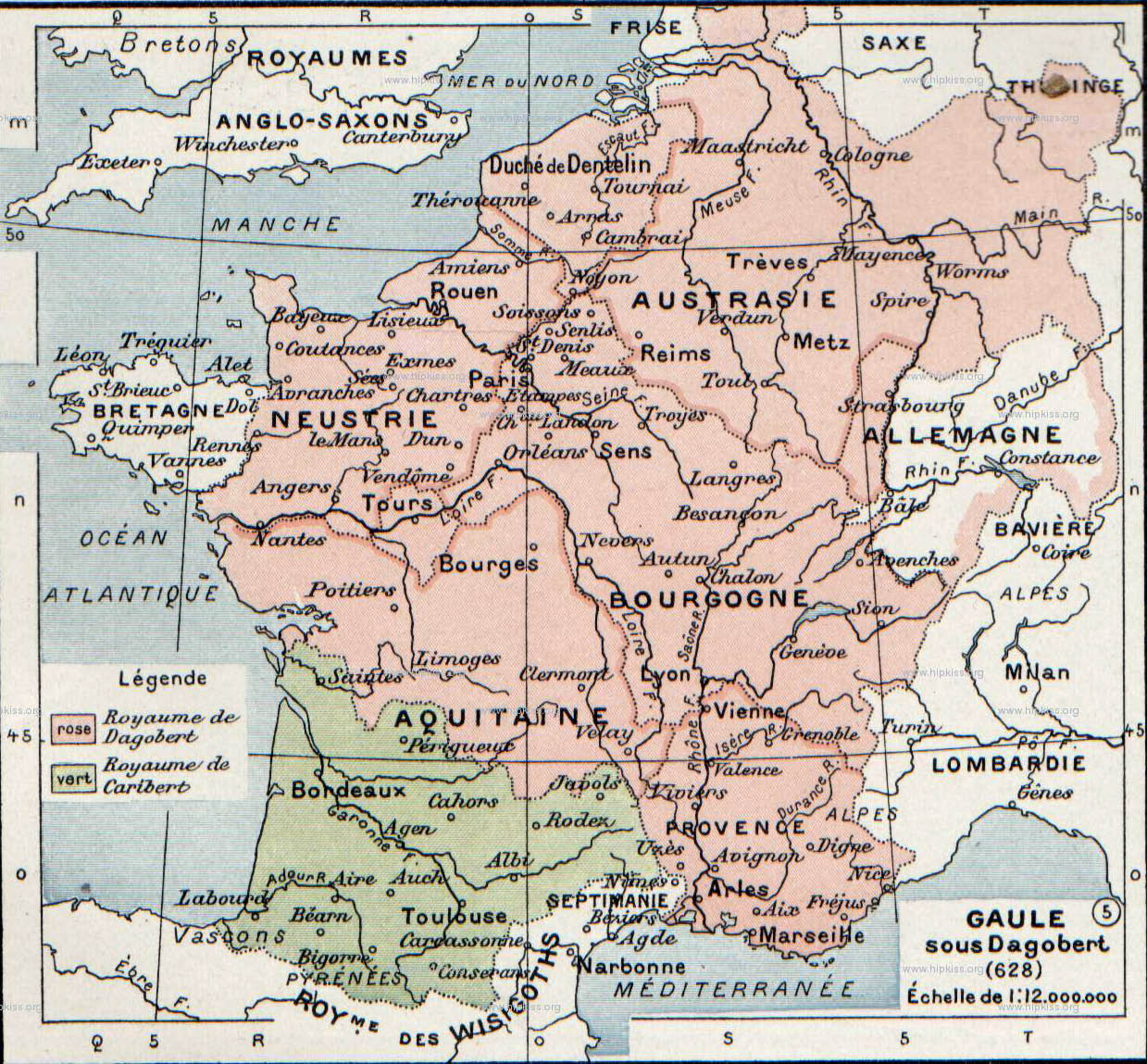
Il ducato di Lupo I è in verde.

Lupo I (VII secolo – tra il 700 e il 710) fu duca d'Aquitania e duca di Guascogna.

## Origine
Nato da nobile famiglia di cui non si hanno notizie.

## Biografia
Nell'Ex Miraculis S. Martialis Lemovicensis Episcopi si dice che, al tempo che Ebroino era maggiordomo di palazzo (658-681), Lupo ancora giovane fu accolto a Tolosa, alla corte di Felice d'Aquitania, definito Patrizio di Tolosa e che governava tutte le città sino ai Pirenei e sul popolo dei Vasconi.
Forse Lupo I si ribellò all'autorità di Felice nel 673, impossessandosi di Tolosa e di Bordeaux e nello stesso anno si alleò con Paolo di Narbona che, ribellatosi al re dei Visigoti Vamba, si proclamò re di Narbona col nome di Flavio Paolo.
Comunque, alla morte di Felice, Lupo I gli succedette nel titolo e nel governo del ducato.
Nell'Ex Miraculis S. Martialis Lemovicensis Episcopi si ricorda un avvenimento in cui Lupo I entrato nella tomba di san Marziale, con l'intenzione di prendere la cintura d'oro, ornata di gemme, del Santo fu colpito al capo con la spada da un certo Procolo, ma fu immediatamente guarito, per intercessione di san Marziale.
Dopo la sua morte, gli succedette Oddone, che secondo la maggior parte degli storici era il figlio di Boggio e di Santa Oda.

### Fonti primarie
- (LA)  Rerum Gallicarum et Francicarum Scriptores, tomus tertius.